# Shetland-szigeteki ütközet
A shetland-szigeteki ütközet avagy lerwicki ütközet (németül: Seegefecht bei den Shetland-Inseln; angolul: Action off Lerwick) egy 1917-ben lezajlott kisebb összecsapás volt az Északi-tengeren az első világháború idején. Ennek során két német könnyűcirkáló (kleiner Kreuzer – kiscirkáló) megtámadt egy kereskedelmi hajókból álló konvojt és az őket kísérő hadihajókat. A harc során a két kísérő rombolót valamint kilenc kereskedelmi hajót elsüllyesztettek a Shetland-szigetek közelében.

## Előzmények
Német tervek
Az 1917 februárjában ismét meghirdetett korlátlan tengeralattjáró-háború hatékonysága őszre a konvojokat támogató erős kíséret miatt nagy mértékben csökkent. A német admiralitás a tengeralattjárók támogatására a brit partok mentén illetve a Skócia és Norvégia között közlekedő konvojok ellen tervezett végrehajtani rajtaütéseket felszíni egységekkel. Ezen az útvonalon erősen védték a konvojokat tengeralattjárókkal szemben és több támadásukat korábban vissza is verték. Viszont ez a kisebb egységekből álló védelem nagyobb felszíni hadihajók ellen nem volt elegendő. A környező vizeken rendszeresen őrjáratoztak cirkálókötelékek, azonban ezek nem kísérték közvetlenül a konvojokat és ezért nem tudtak azonnal közbelépni szükség esetén. A német vezetés úgy számolt, hogy a Baltikumban jelentős haditengerészeti erők bevonásával végrehajtott Albion hadművelet miatt a britek nem számítanak majd felszíni hajók felbukkanására, ami tovább növelheti a meglepetés mértékét.
A hadműveletre Max Leonardi korvettkapitány vezetésével a Bremse (zászlóshajó) és a Brummer könnyűcirkálókat választották ki, melyek sziluettje hasonlított a brit Arethusa-osztályú könnyűcirkálókéra, így könnyen álcázhatták magukat, nagy sebességük révén pedig könnyen kitérhettek a túlerő elől. Az eredetileg aknarakásra megépített cirkálók aknatelepítéshez szükséges eszközeit a hadművelethez eltávolították. Abban az esetben, ha nem találtak volna célpontot a Lerwick–Bergen-útvonalon, akkor az Atlanti-óceán felé nyomulhattak volna tovább mindaddig, míg üzemanyaguk engedte. A bevetésük egy nappal késett, mivel az aknaszedő hajók az útvonalukon aknákat találtak.
Brit hírszerzés értesülései
A britek a német rádióforgalom megfigyelése révén tudomást szereztek a Bremse és a Brummer kifutásáról, de mivel úgy gondolták most is aknatelepítési céllal alkalmazzák őket, nem számítottak arra, hogy messze északon tűnnek majd fel a konvojok útvonalát támadni. Az információt nem közölték David Beatty tengernaggyal, a Grand Fleet parancsnokával, aki engedélyt adott a konvoj október 16-ai kifutására Bergenből.
A konvoj összetétele
Az Egyesült Királyság és Norvégia között közlekedő konvojok főként fém- és fatermékeket szállítottak Skandináviából és a visszaúton szenet vittek magukkal. A Shetland-szigetek felé tartó konvojt két romboló, a Mary Rose és a Strongbow valamint két felfegyverzett gőzös, az Elise és a P. Fannon kísérte. A brit rombolók három-három 102 mm-es illetve 40 mm-es gyorstüzelő ágyúval voltak felszerelve. Fegyverzetükhöz tartozott két 533 mm-es torpedóvető cső is. A brit kötelék parancsnoka Charles Fox korvettkapitány (lieutenant commander) volt és a Mary Rose szolgált zászlóshajójául. A Strongbow parancsnoka Edward Brooke korvettkapitány volt. A kereskedelmi hajók két sorban haladtak, előttük a Mary Rose, mögöttük bal oldalon pedig a Strongbow biztosított.

## Az ütközet
A konvojra a cirkálók október 17-én kb. 100 km-re Lerwicktől keletre találtak rá. A nagy ködben a látótávolság mindössze 4000 méter volt. A Strongbow őrszemei észlelték először a két közelítő német cirkálót 3200 méter távolságban. Sziluettjükből, kötélzetükből valamint sötét festésükből ítélve brit cirkálóknak vélték és azonosításra szólították fel őket. Bár helytelen választ kaptak, a riadókészültséget mégsem rendelték el egyből. A németek a brit rombolót cirkálóknak vélték és felszólították, hogy álljon ki harcolni velük. A távolság közben 3000 méterre csökkent és 06:06-kor (GMT) a Brummer tüzet nyitott a 152 mm-es ágyúival. Második sortüzével több súlyos találatot ért el a Strongbow-n, elpusztítva a parancsnoki hidat és súlyosan megsebesítve a hajó kapitányát. A lövedékek megrongálták a fő gőzvezetékét és továbbiak kiiktatták a rádióját, épp mikor a kezelője vészjelzést akart leadni. Újabb találatok után a Strongbow teljesen mozgásképtelenné vált.
Ekkor a németek a kereskedelmi hajókat vették tűz alá és négyet elsüllyesztettek közülük, mire a Mary Rose felbukkant. A támadásról a fegyverdörgésből szereztek tudomást, de a fedélzetén úgy gondolták, hogy egy tengeralattjáró támadását hárítják el. Erre a rombolóra 06:40-kor nyitottak tüzet, melyet használhatatlan távmérője ellenére jól célzott lövésekkel viszonzott, de csak a Brummer elülső részén ért el találatot csekély károkat okozva. A Mary Rose 07:03-ig 15 találatot szenvedett el és ez után már nem tanúsított ellenállást. A Bremse 500 méterre megközelítette és elsüllyesztette a harcképtelen rombolót.
A Mary Rose elsüllyesztése után a Strongbow-t vették ismét tűz alá és ezt is elsüllyesztették. Miközben a P. Fannon tovább kísérte a konvojt nyugati irányba, az Elise a Strongbow hajótörötteinek kimenekítéséhez manőverezett. Közben tüzet nyitott és bár találatokat nem ért el, a kereskedelmi hajókat támadó németek figyelmét magára vonta. A cirkálók megfutamították az Elisét és az lőtávolságán kívülre menekült. A német cirkálók így újra a kereskedelmi hajókat támadhatták és mellettük közel elhaladva a vízvonalnál célba véve további ötöt hazaindulva elsüllyesztettek közülük.
A német hajók a támadás egész ideje alatt eredményesen zavarták az ellenséges rádiójeleket, így a britek nem tudtak vészjelzéseket leadni. Mivel azonban nem voltak biztosak abban, hogy minden segélykérő hívást sikeresen tudtak-e zavarni és mert a közelben egy tengeralattjárót véltek felfedezni, a cirkálók a kilenc kereskedelmi hajó elsüllyesztése után hazaindultak és nem üldözték a konvoj megmaradt hajóit. Két brit és egy belga teherhajó valamint a két felfegyverzett gőzös meg tudott így menekülni. A hajótöröttek kimentését a németek a mentőcsónakokra és a megmaradt hajókra hagyták. A harcképtelen Strongbow még 09:30-ig felszínen maradt. A felfegyverzett gőzösök röviddel a németek távozása után visszatértek a harc színhelyére, hogy segítsék a mentőcsónakokat a mentésben. A brit hadvezetés csak a konvoj maradékának Lerwickbe érkezése után, 15:50-kor szerzett tudomást az eseményekről. Az ütközet után a német cirkálók akadálytalanul tértek vissza a támaszpontjukra.

## Veszteségek
A Strongbow pusztulását 48-an élték túl, köztük a kapitány és három tiszt. 46-an életüket veszítették. A Mary Rose-on lévők közül csak 10 fő maradt életben, köztük két tiszt. 87 halottja között volt a kötelék parancsnoka is. A brit közlések szerint a támadásban összesen 250-en veszítették életüket az elsüllyesztett kereskedelmi hajók legénységének áldozataival együtt. A kereskedelmi hajók sebesültjeit 50 főre tették. Más források csak 35 skandináv tengerész halálát erősítik meg. Német oldalon nem volt emberveszteség.
A konvoj kereskedelmi hajói
A kilenc elsüllyesztett kereskedelmi hajó össztérfogata 10.248 BRT-t tett ki.
| Név                            | Ország             | Méret    | Halottak száma (megerősített) |
| ------------------------------ | ------------------ | -------- | ----------------------------- |
| Margrethe                      | Dánia              | 1245 BRT | 0                             |
| Stella                         | Dánia              | 836 BRT  | 0                             |
| Habil                          | Norvégia           | 636 BRT  | 0                             |
| Dagbjørg                       | Norvégia           | 98 BRT   | 0                             |
| Silja                          | Norvégia           | 1236 BRT | 3                             |
| Sørhaug                        | Norvégia           | 1007 BRT | 1                             |
| Kristine                       | Norvégia           | 568 BRT  | 11                            |
| Visbur                         | Svédország         | 962 BRT  | 0                             |
| H. Wicander                    | Svédország         | 1256 BRT | 19                            |
| Megmenekült teherszállítóhajók |                    |          |                               |
| Benclugh                       | Egyesült Királyság | n. a.    | 0                             |
| City of York                   | Egyesült Királyság | n. a.    | 0                             |
| Lonionier                      | Belgium            | n. a.    | 0                             |

## Az ütközet után
Az akció nagy felháborodást okozott az antantnál. A semleges kereskedelmi hajók elleni támadást illegálisnak tartották és felrótták a németeknek, hogy nem hagytak elég időt számukra a hajók evakuálásához, ami nagy emberveszteséghez vezetett. Mindkét brit romboló parancsnoka kitüntetésben részesült a bátorságáért és hősökként ünnepelte őket a sajtó, bár a brit admiralitás néhány vezető beosztású tisztje kritikával illette a ténykedésüket, mivel az erőfölényben lévő ellenséggel való harcba bocsátkozásukkal a kereskedelmi hajókat védtelenül magukra hagyták.
A britek az ütközet után a németeket azzal vádolták, hogy a rombolók vízben lévő hajótöröttjeire is tüzet nyitottak, de a németek tagadták ezeket a vádakat. Emellett azt is felrótták nekik, hogy semleges kereskedelmi hajókat süllyesztettek el és közben a legénységüknek nem adták meg a lehetőséget arra, hogy a mentőcsónakokba szálljanak. A németek ezt azzal magyarázták, hogy szükséges volt így eljárniuk annak érdekében, hogy a hajók ne adhassanak le segélykérő jeleket. Emellett hivatkoztak arra is, hogy azok a kereskedelmi hajók, melyek brit rakományt szállítanak, brit hajók védelmét veszik igénybe és a fedélzetükön lévő lövegekkel tüzet nyitnak német egységekre, azok nem tekinthetők semlegesnek.
A brit kormányzat 1918-ban propagandacélzattal összeállította a "Háborús Bűnök Listáját" (War Crimes List) és a 3000 oldalas dokumentumot átadták a német hatóságoknak. A lista 35 tengerésztiszt nevét is tartalmazta, de valójában közülük csak kettő elleni vádak voltak valódi háborús bűnöket tartalmazó vádak. A Mary Rose túlélői ellen elkövetett háborús bűntett vádját a britek ejtették és 1919 februárjában levették a listáról.

## Következmények
Az ütközet után Rosyth-ban tartott megbeszélésen felvetődött, hogy ritkábban kellene közlekedtetni a konvojokat Skócia és Norvégia között. Az Egyesült Királyság azonban havi 250 000 tonna szén leszállítására kötelezte magát Norvégia irányába, melyet járatritkításokkal nem tudtak volna tartani. Felvetődött az is, hogy Lerwick helyett a nagyobb kikötőjű és jobban felszerelt Methilből indítják a konvojokat. Így az útvonal jelentősen lerövidült volna, de ugyanakkor közelebb is került a német támaszpontokhoz.
A decemberi bergeni rajtaütés után e felvetéseket a brit admiralitás átültette a gyakorlatba és a konvojok védelmére erősebb kíséretet rendeltek. Egy ilyen erősebb védelemmel rendelkező konvoj elfogására hajózott ki utoljára a Hochseeflotte 1918 tavaszán, de nem jártak sikerrel, mivel a konvoj egy nappal korábban indult, mint arra számítottak. E rövid ideig tartó felszíni hajókkal végrehajtott offenzíva után a kereskedelmi háborút a tengeralattjárókra hagyták.

## Fordítás
- Ez a szócikk részben vagy egészben  az   Action off Lerwick című angol Wikipédia-szócikk ezen változatának fordításán alapul.  Az eredeti cikk szerkesztőit annak laptörténete sorolja fel. Ez a jelzés csupán a megfogalmazás eredetét és a szerzői jogokat jelzi, nem szolgál a cikkben szereplő információk forrásmegjelöléseként.
- Ez a szócikk részben vagy egészben  a   Seegefecht bei den Shetland-Inseln című német Wikipédia-szócikk ezen változatának fordításán alapul.  Az eredeti cikk szerkesztőit annak laptörténete sorolja fel. Ez a jelzés csupán a megfogalmazás eredetét és a szerzői jogokat jelzi, nem szolgál a cikkben szereplő információk forrásmegjelöléseként.